# Bahnstrecke Nashua–North Acton
| Streckenlänge: | 32,22 km             |                                            |                                            |
| Spurweite: | 1435 mm (Normalspur) |                                            |                                            |
| |                      |                                            |                                            |
| Gesellschaft: | zuletzt BM           |                                            |                                            |
| \| \| \| \| \| \| \| \| von Concord \| \| \| \| \| nach Boston \| \| \| \| 0,00 \| Nashua NH Union Station \| Nashua NH Union Station \| \| \| \| Strecke Lowell–Nashua \| \| \| \| \| Verbindungsgleis nach Worcester \| \| \| \| \| Strecke Worcester–Rochester \| \| \| \| \| Verbindungsgleis nach Rochester \| \| \| \| 1,27 \| Nashua NH Otterson St \| Nashua NH Otterson St \| \| \| ca. 3 \| Sandy Pond NH \| Sandy Pond NH \| \| \| 10,28 \| Dunstable MA \| Dunstable MA \| \| \| 14,63 \| East Groton MA \| East Groton MA \| \| \| 21,23 \| West Graniteville MA (früher Graniteville) \| West Graniteville MA (früher Graniteville) \| \| \| \| Strecke Ayer–North Chelmsford \| \| \| \| 22,64 \| Pine Ridge MA (früher Westford) \| Pine Ridge MA (früher Westford) \| \| \| 25,93 \| East Littleton MA \| East Littleton MA \| \| \| \| von Lowell \| \| \| \| 32,22 \| North Acton MA \| North Acton MA \| \| \| \| nach Framingham \| \| |                      |                                            |                                            |
| |                      |                                            |                                            |
| Strecke |                      | von Concord                                | von Concord                                |
| Abzweig ehemals geradeaus und nach links |                      | nach Boston                                | nach Boston                                |
| Bahnhof (Strecke außer Betrieb) | 0,00                 | Nashua NH Union Station                    | Nashua NH Union Station                    |
| Kreuzung (Strecke geradeaus außer Betrieb) |                      | Strecke Lowell–Nashua                      | Strecke Lowell–Nashua                      |
| Abzweig geradeaus und nach rechts (Strecke außer Betrieb) |                      | Verbindungsgleis nach Worcester            | Verbindungsgleis nach Worcester            |
| Kreuzung (Strecken außer Betrieb) |                      | Strecke Worcester–Rochester                | Strecke Worcester–Rochester                |
| Abzweig geradeaus und von links (Strecke außer Betrieb) |                      | Verbindungsgleis nach Rochester            | Verbindungsgleis nach Rochester            |
| Haltepunkt / Haltestelle (Strecke außer Betrieb) | 1,27                 | Nashua NH Otterson St                      | Nashua NH Otterson St                      |
| Haltepunkt / Haltestelle (Strecke außer Betrieb) | ca. 3                | Sandy Pond NH                              | Sandy Pond NH                              |
| Haltepunkt / Haltestelle (Strecke außer Betrieb) | 10,28                | Dunstable MA                               | Dunstable MA                               |
| Haltepunkt / Haltestelle (Strecke außer Betrieb) | 14,63                | East Groton MA                             | East Groton MA                             |
| Haltepunkt / Haltestelle (Strecke außer Betrieb) | 21,23                | West Graniteville MA (früher Graniteville) | West Graniteville MA (früher Graniteville) |
| Kreuzung (Strecke geradeaus außer Betrieb) |                      | Strecke Ayer–North Chelmsford              | Strecke Ayer–North Chelmsford              |
| Haltepunkt / Haltestelle (Strecke außer Betrieb) | 22,64                | Pine Ridge MA (früher Westford)            | Pine Ridge MA (früher Westford)            |
| Haltepunkt / Haltestelle (Strecke außer Betrieb) | 25,93                | East Littleton MA                          | East Littleton MA                          |
| Abzweig geradeaus und von links (Strecke außer Betrieb) |                      | von Lowell                                 | von Lowell                                 |
| Bahnhof (Strecke außer Betrieb) | 32,22                | North Acton MA                             | North Acton MA                             |
| Strecke (außer Betrieb) |                      | nach Framingham                            | nach Framingham                            |

Die Bahnstrecke Nashua–North Acton ist eine Eisenbahnverbindung in Massachusetts und New Hampshire (Vereinigte Staaten). Sie ist 32 Kilometer lang und verbindet die Städte Nashua (New Hampshire) und Acton (Massachusetts) miteinander. Die Strecke ist vollständig stillgelegt und größtenteils abgebaut.

## Geschichte
Als Konkurrenz zur Hauptstrecke zwischen Boston und Nashua über Lowell wollte die 1871 gegründete Nashua, Acton and Boston Railroad (NAB) eine Bahnstrecke weiter westlich bauen, die in Concord (Massachusetts) an die Hauptstrecke der Fitchburg Railroad anschließen sollte. Die Verbindung über Concord war knapp zehn Kilometer kürzer. Am 1. Juli 1873 wurde die Strecke von Nashua bis North Acton eröffnet, wo sie an die Bahnstrecke Framingham–Lowell der Framingham and Lowell Railroad anschloss, die wiederum in Concord auf die Fitchburg-Hauptstrecke traf. Die Züge der NAB benutzten diese Strecke bis Concord mit. 1876 pachtete die Concord Railroad die Bahn und führte ab diesem Zeitpunkt den Betrieb. Dies ging 1889 mit Übernahme der Concord durch die Concord and Montreal Railroad und 1895 mit Übernahme durch die Boston and Maine Railroad auf diese über. 
Die anfänglich geplante Konkurrenzsituation zur Hauptstrecke über Lowell stellte sich nie ein, da die Strecke über Lowell wesentlich besser ausgebaut war. Die Reisezeit von Nashua nach Boston war zwar ähnlich, jedoch musste in Concord umgestiegen werden, was über Lowell nicht nötig war. So verkehrten selbst zur Blütezeit der Eisenbahn maximal drei Zugpaare zwischen Nashua und West Concord. Der reine Personenverkehr wurde bereits am 27. Juni 1921 eingestellt. Noch bis zum 23. Juni 1924 verkehrte ein gemischter Zug. Im Mai 1925 endete der Gesamtverkehr und die Strecke wurde größtenteils stillgelegt und im Sommer 1926 abgebaut. Lediglich etwa ein Kilometer in North Acton und etwa drei Kilometer in Nashua blieben als Anschlussgleise in Betrieb, letzteres noch bis etwa 1980.

## Streckenbeschreibung
Die Strecke beginnt in Nashua an der Union Station. Sie führt südwärts aus der Stadt hinaus und überquert kurz darauf die Staatsgrenze nach Massachusetts. Durch Dunstable hindurch und am Westufer des Massapoag Pond entlang führt die Bahn durch dünnbesiedeltes Gebiet. Bei Graniteville kreuzt sie die noch heute in Betrieb befindliche Bahnstrecke Ayer–North Chelmsford und biegt in Richtung Südosten ab. Relativ kurvenarm verläuft die Bahn weiter bis North Acton, wo sie in die Trasse der ebenfalls stillgelegten Bahnstrecke Framingham–Lowell einmündet.